# Platypalpus immaculatus
Platypalpus immaculatus är en tvåvingeart som först beskrevs av Becker 1902.  Platypalpus immaculatus ingår i släktet Platypalpus och familjen puckeldansflugor. Inga underarter finns listade i Catalogue of Life.